# Muhamad Zawawi Azman
Muhamad Zawawi Azman (8 maart 1994) is een Maleisisch wielrenner die sinds 2017 rijdt bij Malaysia Pro Cycling, dat tot en met 2023 nog Team Sapura Cycling heette.

## Carrière
In 2015 werd Azman nationaal kampioen op de weg bij de beloften. Een jaar later won hij de vierde etappe in de Jelajah Malaysia door Mark Galedo te verslaan in een sprint-à-deux.
In september 2017 eindigde Azman op de tiende plaats in het algemeen klassement van de Ronde van de Molukken. Een maand later won hij de eerste etappe in de Ronde van Selangor. De leiderstrui die hij daaraan overhield wist hij in de overige vier etappes met succes te verdedigen, waardoor hij de eerste winnaar van de Maleisische etappekoers werd.

## Overwinningen
2015
 Maleisisch kampioen op de weg, Beloften
2016
4e etappe Jelajah Malaysia
2017
1e etappe Ronde van Selangor
Eindklassement Ronde van Selangor
2018
2e etappe Ronde van Lombok
2019
9e etappe Ronde van Singkarak

## Ploegen
- 2015 –  National Sports Council of Malaysia Cycling Team
- 2016 –  NSC-Mycron
- 2017 –  Team Sapura Cycling
- 2018 –  Team Sapura Cycling
- 2019 –  Team Sapura Cycling
- 2020 –  Team Sapura Cycling
- 2021 –  Team Sapura Cycling
- 2022 –  Team Sapura Cycling
- 2023 –  Team Sapura Cycling
- 2024 –  Malaysia Pro Cycling
- 2025 –  Malaysia Pro Cycling

Abdul Halil · Azman · Cahyadi · Ewart · Misbah · Niño · Othman · Page · Pérez · Saharil · Vogt · Zakaria · Zariff